# 江北站 (東京都)

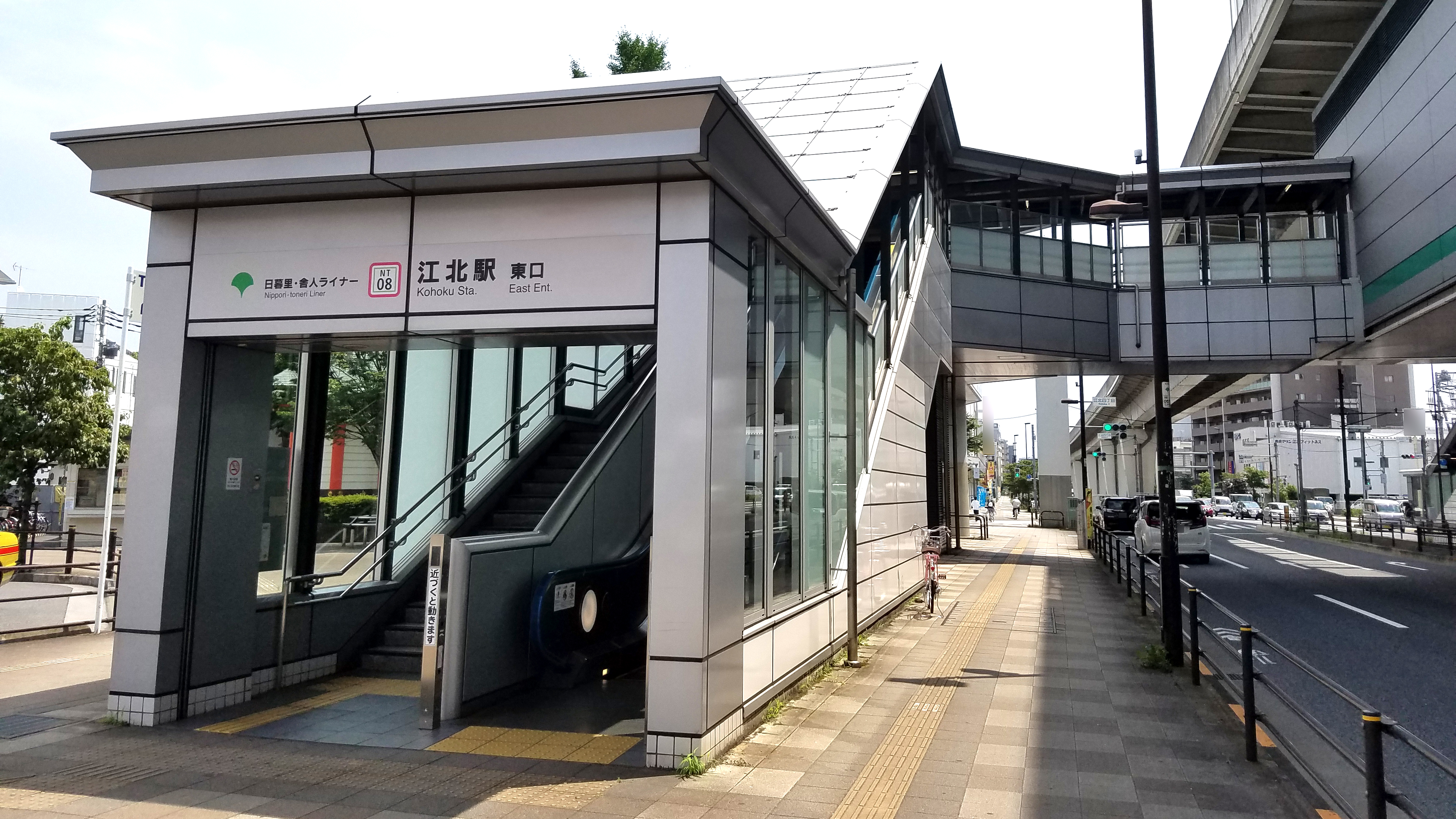
東出入口（2021年7月）

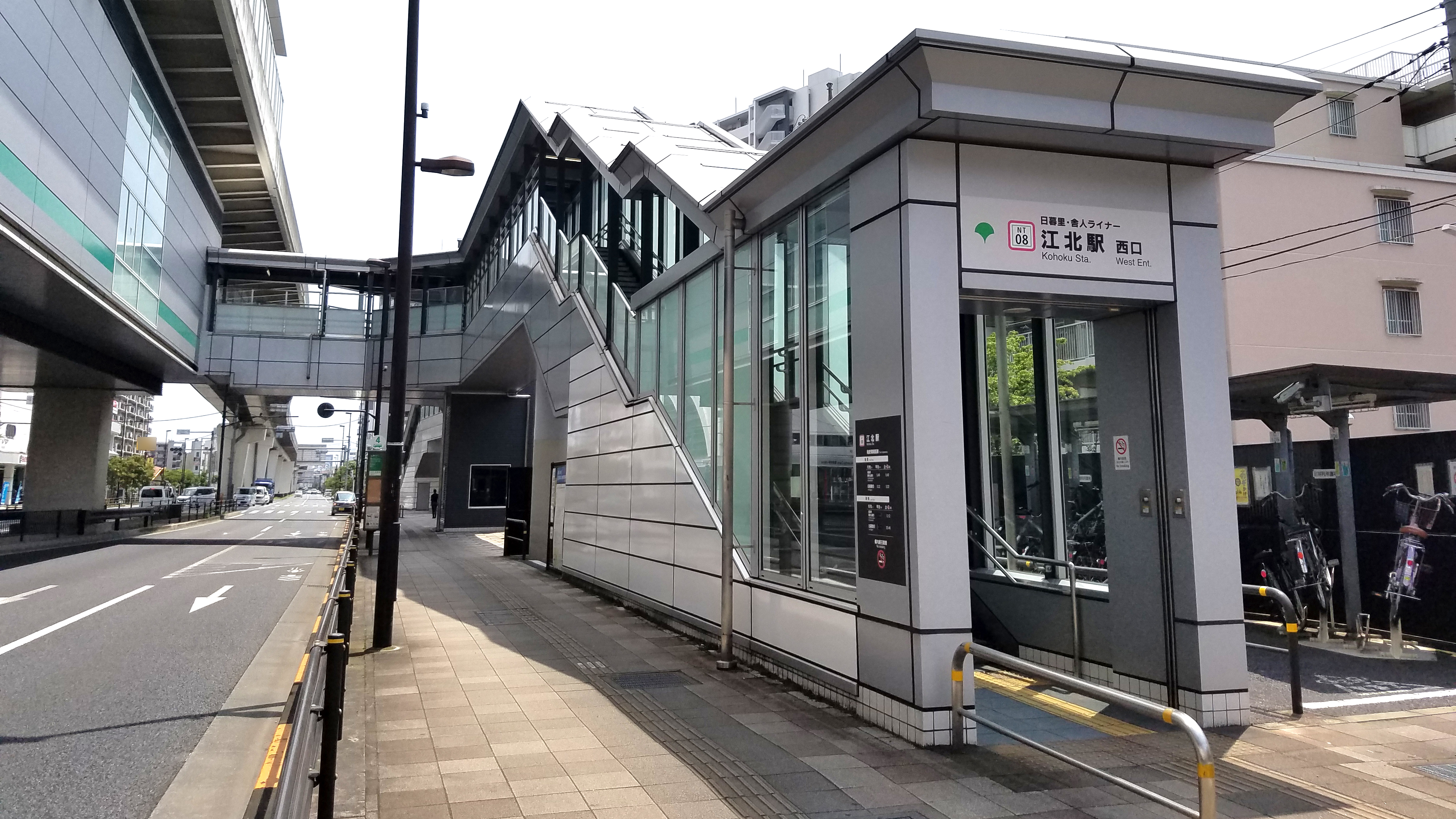
西出入口（2021年7月）

江北站（日语：／ Kōhoku eki */?）是位於日本東京都足立區江北，屬於東京都交通局日暮里-舍人線的鐵路車站。車站編號是NT 08。

## 車站結構

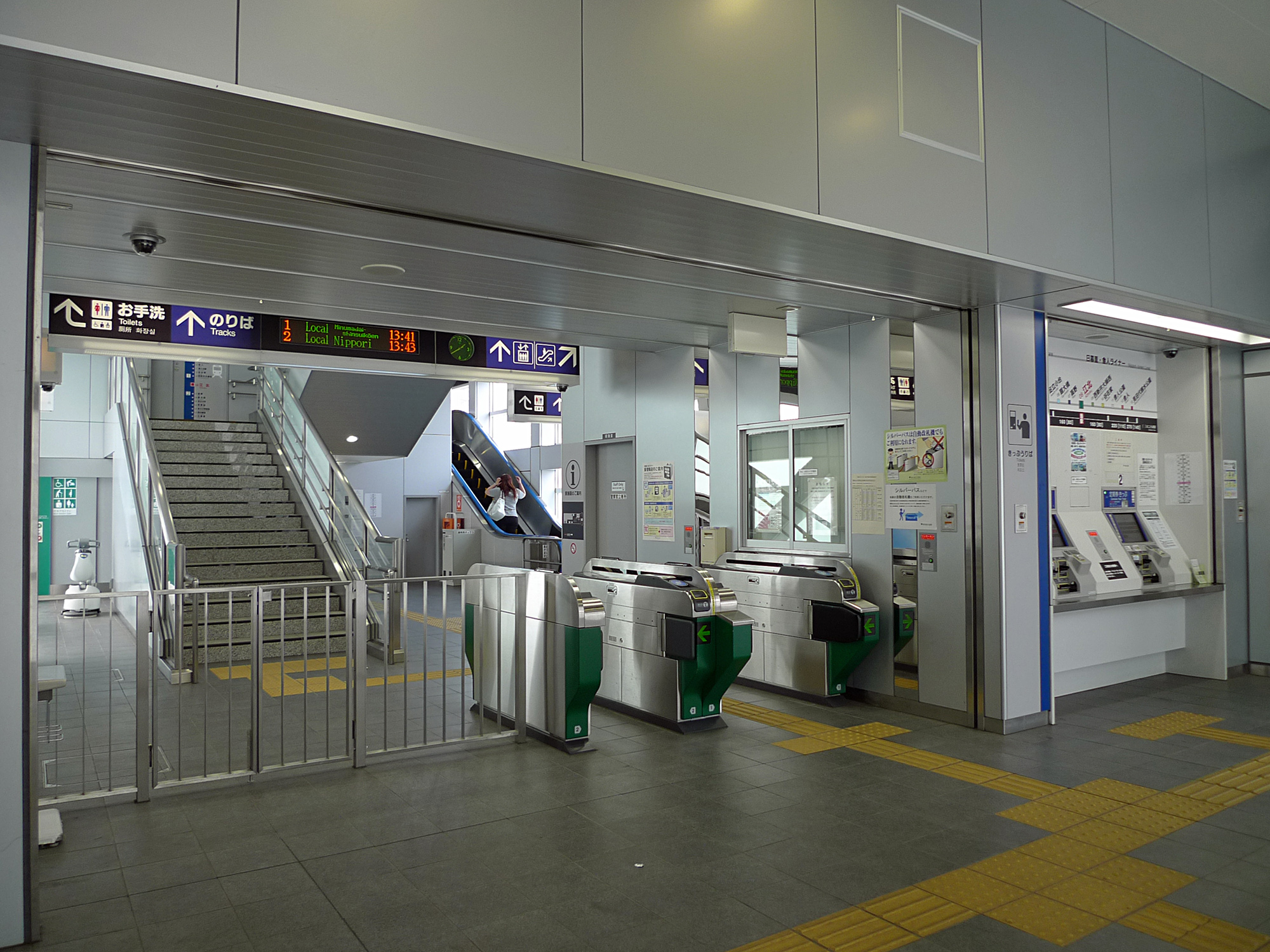
驗票閘口（2009年6月）

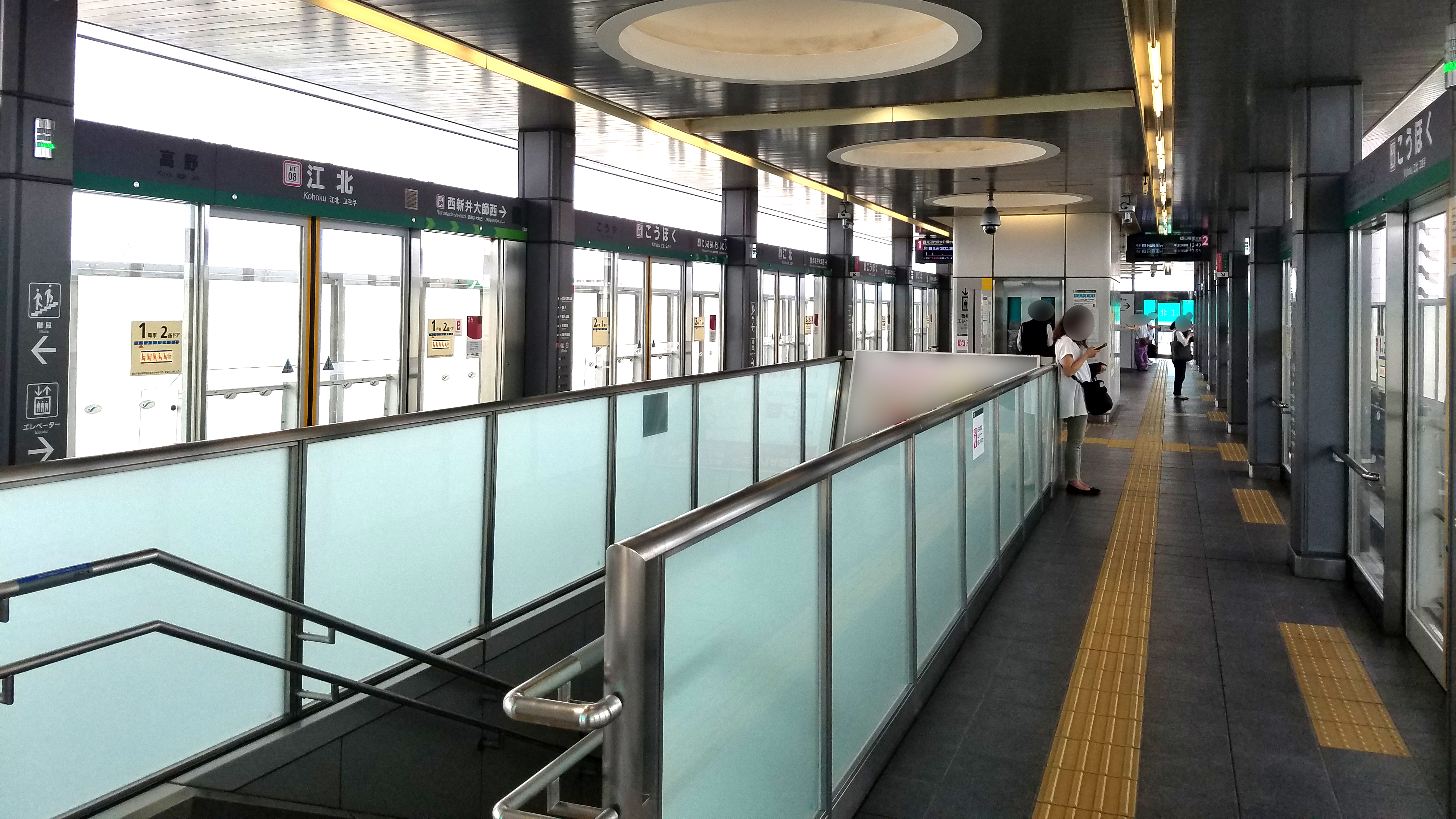
月台（2021年7月）

本站為島式1面2線的高架車站，月台上設有月台閘門。

### 月台配置
| 月台 | 路線          | 目的地             |
| ---- | ------------- | ------------------ |
| 1    | 日暮里-舍人線 | 見沼代親水公園方向 |
| 2    | 日暮里-舍人線 | 日暮里方向         |

## 歷史
- 2008年（平成20年）3月30日 - 開業。

## 使用情況
2016年度的1日平均上下車人次為9,512人（上車人次：4,781人、下車人次：4,731人）。日暮里-舍人線車站當中次於日暮里站、西日暮里站、見沼代親水公園站、西新井大師西站排行第5位。
開業以來的1日平均上下、上車人次推移如下表。
| 年度               | 1日平均 上下車人次 | 1日平均 上車人次 | 來源    |
| ------------------ | ------------------ | ---------------- | ------- |
| 2008年（平成20年） | 5,769              | 2,928            | [ * 1 ] |
| 2009年（平成21年） | 6,763              | 3,417            | [ * 2 ] |
| 2010年（平成22年） | 7,114              | 3,583            | [ * 3 ] |
| 2011年（平成23年） | 7,232              | 3,630            | [ * 4 ] |
| 2012年（平成24年） | 7,356              | 3,698            | [ * 5 ] |
| 2013年（平成25年） | 7,853              | 3,948            | [ * 6 ] |
| 2014年（平成26年） | 8,417              | 4,231            | [ * 7 ] |
| 2015年（平成27年） | 9,016              | 4,533            | [ * 8 ] |
| 2016年（平成28年） | 9,512              | 4,781            |         |

## 相鄰車站
東京都交通局
 日暮里-舍人線
高野（NT 07）－江北（NT 08）－西新井大師西（NT 09）

## 外部連結
- 江北站 （页面存档备份，存于） - 東京都交通局